# Bilisme
Bilisme angiver den samfærdselsform, som foregår ved kørsel i bil. Udtrykket blev vist nok første gang anvendt i Politiken den 28. juni 1905 i følgende sammenhæng: "I Lande, hvor Bilismen er i stærkest Udvikling, aner man, at Bilen er bestemt til at omforme Samfundsforholdene." og to år senere: "1907 bliver et stort Bilaar. Efter et Par Aars mere rolig Tilværelse vil Bilismen her i Danmark nu tage Fart." (Politiken den 11. marts 1907).
Bilismen - det forhold at en stor del af befolkningen anvender en bil som samfærdselsform - har påvirket samfundet på mange måder:
- ændrede færdselsregler, herunder lysregulering i stærkt trafikerede vejkryds
- nye og anderledes udformede gader og veje og vejnet, fx trafikdifferentiering og trafikintegrering
- ændret dagligliv (pendling, kørsel til butikscentre, campingvogne i ferie)
- hjælpeydelser (fx tankstationer, automekanikere, køreskoler, bilfærger)
- færdselsuheld og færdselsdrab.